# Фонталовское сельское поселение
Фонталовское сельское поселение — муниципальное образование в Темрюкском районе Краснодарского края России.
В рамках административно-территориального устройства Краснодарского края ему соответствует Фонталовский сельский округ.
Административный центр — станица Фонталовская.

## География
Поселение расположено в западной части Темрюкского района, северная его граница омывается Азовским морем, западная — водами Таманского залива.

## Население
| 2010  | 2012  | 2013  | 2014  | 2015  | 2016  | 2017  |
| ----- | ----- | ----- | ----- | ----- | ----- | ----- |
| 5356  | ↗5384 | ↗5387 | ↗5397 | ↗5424 | ↗5480 | ↗5521 |
| 2018  | 2019  | 2020  | 2021  | 2023  |       |       |
| ↗5608 | ↗5724 | ↗5808 | ↘5572 | ↗5598 |       |       |

## Населённые пункты
В состав сельского поселения (сельского округа) входят 4 населённых пункта:
| № | Населённый пункт | Тип населённого пункта | Население (чел.) |
| - | ---------------- | ---------------------- | ---------------- |
| 1 | Фонталовская     | станица                | ↗1012            |
| 2 | Волна Революции  | посёлок                | ↘493             |
| 3 | Кучугуры,        | посёлок                | ↗2429            |
| 4 | Юбилейный        | посёлок                | ↗1422            |

## Экономика
Основной отраслью экономики поселения является виноградарство. Также на территории поселения функционируют 2 крупных сельхозпредприятия и 114 крестьянско–фермерских хозяйств.
В последние годы наметилось развитие курортно-рекреационного комплекса экономики.

## Достопримечательности
На Фанталовском полуострове находится городище Патрэй, прекратившее своё существование в IV веке нашей эры.